# Шклово
Шклово — село в Калининском районе Саратовской области Российской Федерации, входит в состав Свердловского муниципального образования.

## География
Село, входящее в состав населённых пунктов Свердловского муниципального образования, расположено на левом берегу реки Избухи, в 15 километрах от районного центра города Калининска и в 105 километрах от областного центра города Саратова. Вокруг села расположены сельскохозяйственные угодья. 

## Население
По данным переписи населения в 2010 году в селе проживали 360 человек, из них мужчин 175 и женщин 185.

## История
Помещики Влыдыкин и Мартынов в конце XVIII века основали село Шклово, переселив своих крепостных на берега реки Избуха.
Во имя Святой Живоначальной Троицы в 1859 году в Шклове на средства прихожан построили и освятили православную церковь. 
На протяжении длительного времени крестьяне села выращивали преимущественно пшеницу, и лишь немногим уделяли внимание, сея просо, рожь, овёс.
При Советской власти село стало центром Шкловского сельского совета. Церковь была разрушена. 
Великая Отечественная война унесла жизни 99 сельчан, в знак памяти о погибших в центре села возведён скульптурный памятник.

## Инфраструктура
В настоящее время в селе работает общеобразовательная школа, фельдшерско-акушерский пункт, Дом культуры, отделение почтовой связи, магазины. 

## Примечание
1. ↑  Всероссийская перепись населения 2010 года. Численность и размещение населения Саратовской области
2. ↑  БОЛЬШАЯ САРАТОВСКАЯ ЭНЦИКЛОПЕДИЯ : Калининский район: Шклово. saratovregion.ucoz.ru. Дата обращения: 6 апреля 2018. Архивировано 2 мая 2018 года.
3. ↑  Title. sverdl.kalininsk.sarmo.ru. Дата обращения: 6 апреля 2018. Архивировано 6 апреля 2018 года.
4. ↑  МБОУ "ООШ с. Шклово" - Дневник.ру (англ.). schools.dnevnik.ru. Дата обращения: 6 апреля 2018. Архивировано 6 апреля 2018 года.